# Lepidopilum ultramarginatum
Lepidopilum ultramarginatum là một loài rêu trong họ Daltoniaceae. Loài này được B. H. Allen mô tả khoa học đầu tiên năm 2010.